# سلفادور سانتشيس الثاني
سلفادور سانتشيس الثاني (بالإسبانية: Salvador Sánchez II)‏ مواليد 20 سبتمبر 1985 في ولاية مكسيكو، هو ملاكم محترف مكسيكي يصنف ضمن فئة وزن الريشة.

## إحصائيات
خاض خلال مسيرته 40 نزالا، فاز في 30 وتعادل في 3 وخسر في 7. فاز بالضربة القاضية في 18 نزالا.

## روابط خارجية
- سلفادور سانتشيس الثاني على موقع بوكس ريك (الإنجليزية) (registration required)